# 정선일
정선일(1959년 11월 28일 ~ )은 대한민국의 배우이자 교수이다.

## 주요 전력
- 정선일은 대한민국의 배우로 1980년 KBS공채 성우 16기로 출발하였고 이어서 MBC공채 12기 탤런트로 선발되어 주로 드라마 출연을 위주로 활동해 왔으며 90년대부터는 연극과 뮤지컬 무대에서도 배우와 프로듀서로 꾸준한 활동을 이어가고 있다.

- 1978년 북아메리카 미국으로 이민 하고 미국 로스엔젤레스 연극배우 데뷔 하였다.
- 1979년 아시아 대한민국 한국 으로 돌아온 뒤 대한민국 연극배우 데뷔 이전 하고 바뀌고 데뷔 하였다.
- 1980년 KBS공채 성우 16기로 출발하였고 이어서 MBC공채 12기 탤런트로 선발되었다.

- 2009년 서울공연예술고등학교 설립 때부터 교육전문위원장과 단국대학교 예술대학 등에서 후학양성에 애쓰고 있으며 2020년~ 2021년에는 문화부& 콘텐츠진흥원의 한류인재육성프로젝트의 (K-PAEC) 교육총괄(부원장)을 맡아 사업을 성공적으로 이끌어왔다.

- 그외에도 MBC탤런트극회장 2회 역임, 한국방송연기자협회 부이사장, 한국방송연기자노조 부위원장, 한국방송실연자권리협회 부이사장등을 맡아 방송연기자들의 권익과 후생복지에 관한 활동을 활발하게 하고있다.

## 학력
- 서울예술대학 연극학과
- 중앙대학교 예술대학원 공연영상학 석사

## 출연작

### 영화
- 《동백》 (2021년) - 황남식 역
- 《신유의 키》 (2013년) - 조목사 역
- 《빛을 향하여 다시》 (2013년)
- 《꿍따리 유랑단》 (2011년)
- 《풀잎사랑》 (1988년)
- 《미미와 철수의 청춘 스케치》 (1987년) - 의대생 역

### 드라마
- 《고고송》 (2019년 CGN) - 혜원 부 역
- 《두근두근 마카롱》 (2017년, CGN) - 한나 부 역
- 《무신》 (2012년, MBC) - 주숙 역
- 《고마워 웃게해줘서》 (2010년, KBS) - 지혜 부 역
- 《동이》 (2010년, MBC) - 대전내관 역
- 《제5공화국》 (2005년, MBC) - 청와대 경제수석 김재익 역
- 《영웅시대》 (2004년, MBC)
- 《죽도록 사랑해》 (2003년, MBC)
- 《상도》 (2001년, MBC) - 순조 역
- 《홍국영》 (2001년, MBC)
- 《네 꿈을 펼쳐라》 (1999년, EBS) - 장선생 역
- 《바람의 노래》 (1998년, SBS)
- 《프로포즈》(1997년, KBS2)
- 《TV시티》 (1995년, MBC) - 성재 역
- 《말로만 중산층》 (1991년, MBC)
- 《몽실언니》 (1990년, MBC)
- 《제2공화국》 (1989년, MBC) - 이강석 역
- 《갯마을》 (1985년, MBC) - 동호 역
- 《조선왕조 오백년 - 설중매》 (1984년, MBC) - 김승규 역
- 《3840 유격대》 (1983년, MBC)